# Мандрика Віталій Васильович
Віта́лій Васи́льович Мандри́ка (1974—2022) — сержант Збройних Сил України, учасник російсько-української війни, який загинув під час російського вторгнення в Україну.

## Життєпис
Народився 25 жовтня 1974 року в смт Катеринопіль, Черкаська область. Навчався у катеринопільській школі № 2, згодом продовжив навчання у Ватутінському ПТУ № 2. У 1992 році, здобувши спеціальність зварювальника, пішов на строкову військову службу. Згодом працював на сільськогосподарських підприємствах.
Під час російського вторгнення в Україну в 2022 році мобілізований 5 березня до лав Збройних Сил України. Був молодшим сержантом, навідником механізованого відділення окремої танкової бригади. Загинув 22 червня 2022 року внаслідок артилерійського обстрілу під час виконання бойового завдання в районі села Веселе Донецької області.
Похований у селищі Катеринопіль, Черкаська область.

## Нагороди
- орден «За мужність» III ступеня (2022) (посмертно) — за особисту мужність і самовіддані дії, виявлені у захисті державного суверенітету та територіальної цілісності України, вірність військовій присязі.[3]